# Aşgabat FK
Aşgabat FK är en turkmensk fotbollsklubb baserad i Asjchabad. Klubben spelar i Turkmenistans högstaliga, Ýokary Liga. Klubbens hemmastadion är Nisa-Çandybil Stadion. Klubben grundades år 2006 och samma år slutade man på en tredje plats i Ýokary Liga, under den kända tränaren Ali Gurbani. Gurbani lämnade sedan klubben efter en hemmaförlust mot FK Daşoguz. Efter att landslagstränaren Rahym Gurbanmämmedow tog över klubben vann den sin första titel år 2007 och kom i och med det att representera Turkmenistan i OSS-cupen och AFC-klubbturneringarna. 

## Meriter
- Ýokary Liga[1]
  - Klubben var mästare (2): 2007, 2008
  - Silver:
  - Brons: 2006, 2011, 2015
- Turkmenistanska cupen[2]
  - Vinnare:
  - Finalist: 2011, 2016
- Turkmenistanska supercupen
  - Vinnare: 2007
  - Tvåa: 2008

## Placering tidigare säsonger
| Säsong | Nivå | Liga        | Placering | Referens      | Notering |
| ------ | ---- | ----------- | --------- | ------------- | -------- |
| 2006   | 1    | Ýokary Liga | 3         | [ 3 ]         |          |
| 2007   | 1    | Ýokary Liga | 1         | [ 4 ]         | Mästare  |
| 2008   | 1    | Ýokary Liga | 1         | [ 5 ]         | Mästare  |
| 2009   | 1    | Ýokary Liga | 4         | [ 6 ]         |          |
| 2010   | 1    | Ýokary Liga | 6         | [ 7 ]         |          |
| 2011   | 1    | Ýokary Liga | 3         | [ 8 ]         |          |
| 2012   | 1    | Ýokary Liga | 9         | [ 9 ]         |          |
| 2013   | 1    | Ýokary Liga | 4         | [ 10 ]        |          |
| 2014   | 1    | Ýokary Liga | 7         | [ 11 ]        |          |
| 2015   | 1    | Ýokary Liga | 3         | [ 12 ] [ 13 ] |          |
| 2016   | 1    | Ýokary Liga | 6         | [ 14 ]        |          |
| 2017   | 1    | Ýokary Liga | 5         | [ 15 ]        |          |
| 2018   | 1    | Ýokary Liga | 7         | [ 16 ]        |          |
| 2019   | 1    | Ýokary Liga | 6         | [ 17 ]        |          |
| 2020   | 1    | Ýokary Liga | 5         | [ 18 ]        |          |
| 2021   | 1    | Ýokary Liga | 6         | [ 19 ] [ 20 ] |          |
| 2022   | 1    | Ýokary Liga | 6         | [ 21 ]        |          |
| 2023   | 1    | Ýokary Liga | 5         | [ 22 ]        |          |
| 2024   | 1    | Ýokary Liga | 6         | [ 23 ]        |          |